# Miracles de saint Remi
Les Miracles de saint Remi sont une œuvre d'art sculptée sur une plaque d'ivoire qui ornait la reliure d'un manuscrit du IXe siècle. Elle est conservée au Musée de Picardie, à Amiens.

## Historique
Cette plaque d'ivoire sculpté qui se rattache, par son style et son iconographie hagiographique, aux œuvres produites par les ateliers carolingiens de Reims, sous l'épiscopat d'Hincmar, conseiller de Charles le Chauve, roi des Francs, prélat qui rédigea vers 876-878 la Vie de saint Remi.
Cette œuvre d'art est entrée dans les collections du musée de Picardie grâce à un legs de Marcel Jérôme Rigollot, président de la Société des antiquaires de Picardie, en 1849.

## Caractéristiques
Cette plaque d’ivoire retrace, sur trois registres, trois miracles de l’évêque Remi de Reims. 
Dans la partie supérieure, Remi ressuscite une jeune fille de Toulouse dans la basilique Saint-Jean ; on distingue les quatre colonnes qui symbolisent la basilique.
Dans la partie centrale, Dieu, symbolisé par une main sortie d'un nuage, remplit de saint chrême deux flacons, posés sur un autel, afin que Remi puisse administrer le baptême à un mourant allongé sur un lit.
Dans la partie inférieure, est représenté le miracle le plus célèbre de Remi : pendant qu'il procède au baptême de Clovis, roi des Francs, une colombe céleste apporte au prélat la sainte Ampoule contenant le baume sacré qui servit, depuis lors, selon la tradition, au sacre des rois de France. Sur chacune des scènes, l'évêque Remi est entouré de membres du clergé.
Les scènes historiées sont encadrées par une bordure sculptée de feuilles d'acanthe marquant ainsi une filiation entre l'art carolingien et l'Antiquité romaine. Il s'agit de la plus ancienne représentation figurée du miracle de la sainte Ampoule connue.